# 1964 na arte

## Eventos
- Fundação do Museu do Crédito Realem Juiz de Fora, Brasil.
- Inauguração do National Museum of American History em Washington, D.C, Estados Unidos da América.

## Quadros
- Le fils de l'homme de René Magritte

## Nascimentos
| Data            | Nome            | Profissão           | Nacionalidade | Observações | Ref |
| --------------- | --------------- | ------------------- | ------------- | ----------- | --- |
| 10 de Fevereiro | Bottelho        | pintor e escultor   | Portugal      |             |     |
| 7 de Abril      | Fernando Pasini | pintor e arquiteto  | Brasil        |             |     |
| 7 de Maio       | Denis Mandarino | pintor e compositor | Brasil        |             |     |

## Mortes
| Data          | Nome                    | Profissão                          | Nacionalidade | Observações | Ref |
| ------------- | ----------------------- | ---------------------------------- | ------------- | ----------- | --- |
| 9 de Janeiro  | Oswald Lopes            | pintor e escultor                  | Brasil        | n. 1910     |     |
| 18 de Junho   | Giorgio Morandi         | pintor                             | Itália        | n. 1890     |     |
| 26 de Junho   | Gerrit Rietveld         | arquiteto                          | Países Baixos | n. 1888     |     |
| 21 de Julho   | Jean Fautrier           | pintor e escultor                  | França        | n. 1898     |     |
| 10 de Agosto  | Afonso Eduardo Reidy    | arquiteto                          | Brasil        | n. 1909     |     |
| 6 de Novembro | Anita Malfatti          | pintora                            | Brasil        | n. 1889     |     |
| ??            | Arturo Souto            | pintor                             | Espanha       | n. 1902     |     |
| ??            | Abel Cardoso            | pintor                             | Portugal      | n. 1877     |     |
| ??            | Letitia Marion Hamilton | pintora                            | Países Baixos | n. 1878     |     |
| ??            | Max Yantok              | pintor, jornalista e caricaturista | ?? Brasil     | n. ??       |     |
| ??            | Lopes de Leão           | pintor, gravador e professor       | Brasil        | n. 1889     |     |
| ??            | Luís Maristany de Trias | pintor, desenhista e professor     | Espanha       | n. 1885     |     |